# Aden Young
Aden Young (Toronto, 30 de noviembre de 1971) es un actor y cineasta canadiense, conocido por haber dirigido y escrito los cortos The Rose of Ba Ziz y The Order, y por dar vida a Daniel Holden en la serie Rectify. En la actualidad reside en Australia.

## Biografía
Es hijo de una enfermera y del fallecido locutor canadiense Chip Young, quien murió luego de contraer una misteriosa enfermedad similar al lupus.
Se mudó siendo muy pequeño a Australia, allí estudio en el "Phillips Saint Theater" y "The Australian Theater for Young People".
Desde los 18 años Young es buen amigo del actor Hugo Weaving.
Aden sale con la actriz y cantante australiana Loene Carmen. En el 2007 la pareja tuvo su primer hijo, Duth Bon Young y en el 2011 el segundo, Chester Van Young. Su hijastra es la cantante Holiday Sidewinder hija de una relación anterior de Loene.

## Carrera
En 1991 obtuvo su primer papel en una película cuando interpretó a Daniel en Black Robe. 
Aden ha asistido al veterano cineasta australiano Paul Cox. En 1994 interpretó a Peter Costello en la película Exile de Cox. Ese mismo año apareció en la película Metal Skin donde interpretó al inadaptado psicosocial Joe. Por su actuación fue nominado y ganó un premio AFI en la categoría de "mejor interpretación hecha por un actor en el papel principal".
En 1999 dirigió el cortometraje The Order, la cual trata de un soldado que regresa de la Guerra de Vietnam y se entera de que su mejor amigo murió durante la guerra y que lo escogió para informarle a su viuda de su muerte.
En el 2006 interpretó al joven torutado Ejlert Lovborg y amante de Hedda (Cate Blanchett) en la obra Hedda Gabler.
En el 2007 fue el director, cinematógrafo y editor del video musical de su pareja Loene Carmen llamado "Nashville High". Ese mismo año dirigió el cortometraje The Rose of Ba Ziz, basada en un libro infantil escrito por su padre Chip Young y narrado por el famoso actor Hugo Weaving. El corto trata acerca de un Rey amado que deja su reino porque tiene una alergia y no quiere que las flores que se pusieron se destruyan. 
En el 2009 apareció en la película Lucky Country donde interpretó al terrateniente Nat, un hombre con mala suerte que sufre la pérdida de su esposa durante el nacimiento de su hijo y tiene que adaptarse a su nueva vida, proteger su hogar y a sus hijos de la llegada de tres extraños que buscan oro mientras tiene que lidiar contra la aparición del tétanos. Ese mismo año apareció en la película 'Mao's Last Dancer, la cual estuvo basada en la autobiografía del bailarín chino Li Cunxin y en donde Young interpretó a Dilworth, un joven tejano que ayuda a Li.
En el 2010 apareció en la película The Tree donde interpretó a Peter O'Neil, el esposo de Dawn O'Neil (Charlotte Gainsbourg), la película cuenta la historia de Simone O'Neil una pequeña de ocho años que tras la muerte de su padre Peter debido a un ataque al corazón cree que su espíritu se encuentra en el árbol de Moreton Bay ubicado en la propiedad de la familia y que su padre ha regresado para protegerla.
En el 2011 apareció en la tercera temporada de la serie East West 101 donde interpretó al soldado James Kendrick.
Ese mismo año apareció en la película Killer Elite donde interpretó al asesino a sueldo Meier junto a los actores Jason Statham, Dominic Purcell e Yvonne Strahovski.
En el 2013 se unió al elenco principal del drama legal Rectify donde interpreta a Daniel Holden, un hombre que es erróneamente acusado de haber abusado y asesinado a su joven novia Hanna y que es liberado de prisión luego de que el ADN probara su inocencia.
En septiembre del 2016 se anunció que Aden se había unido al elenco de la serie piloto Damnation donde interpretaría a Seth Davenport, un hombre que se hace pasar por un predicador de un pequeño pueblo con la esperanza de iniciar una insurrección en contra toda regla del statu quo. Sin embargo a finales del mes se anunció que Aden había salido del proyecto debido a diferencias creativas.

## Filmografía

### Series de televisión
| Año           | Título                               | Personaje               | Notas                       |
| ------------- | ------------------------------------ | ----------------------- | --------------------------- |
| 2024-presente | Law & Order Toronto: Criminal Intent | Henry Graff             | --                          |
| 2023          | Wellmania                            | Gabriel Wolf            | 1 episodio - miniserie      |
| 2019          | Reckoning                            | Mike Serrato            | 10 episodios - miniserie    |
| 2017          | The Disappearance                    | Luke Sullivan           | 6 episodios - miniserie     |
| 2013 - 2016   | Rectify                              | Daniel Holden           | 22 episodios                |
| 2015          | The Principal                        | Det. Adam Bilic         | 3 episodios                 |
| 2014          | The Code                             | Randall Keats           | 6 episodios                 |
| 2014          | Rake                                 | Joshua                  | episodio # 3.3              |
| 2011          | East West 101                        | James Kendrick          | 2 episodios                 |
| 2007          | The Starter Wife                     | Jorge Stewart           | 6 episodios                 |
| 2006          | Two Twisted                          | Patrick Phillip Dempsey | episodio "Soft Boiled Luck" |

### Películas
| Año  | Título                                 | Personaje                 | Notas                                                                             |
| ---- | -------------------------------------- | ------------------------- | --------------------------------------------------------------------------------- |
| 2014 | I, Frankenstein                        | Dr. Víctor Frankenstein   | junto a Bill Nighy, Yvonne Strahovski, Aaron Eckhart, Jai Courtney y Miranda Otto |
| 2013 | Final Recipe                           | Sean                      | junto a Michelle Yeoh, Henry Lau, Chin Han y Tseng Chang                          |
| 2011 | Killer Elite                           | Meier                     | junto a Jason Statham, Dominic Purcell, Michael Dorman y Ben Mendelsohn           |
| 2010 | The Tree                               | Peter O'Neil              | junto a Charlotte Gainsbourg, Marton Csokas y Morgana Davies                      |
| 2010 | Beneath Hill 60                        | Mayor Brady North         | junto a Brendan Cowell, Chris Haywood, Anthony Hayes y Gyton Grantley             |
| 2010 | Kissing Point                          | Mark Logan                | corto - junto a Leeanna Walsman, Jess Callaghan y Gary Waddell                    |
| 2009 | Mao's Last Dancer                      | Dilworth                  | junto a Bruce Greenwood y Penne Hackforth-Jones                                   |
| 2009 | Lucky Country                          | Nat                       | junto a Toby Wallace y Hanna Mangan Lawrence                                      |
| 2009 | Shot Open                              | Dodek                     | corto - junto a Maeve Dermody y William Zappa                                     |
| 2008 | Salvation                              | Acólito de Gloria         | junto a Wendy Hughes, Chris Haywood y Kim Gyngell                                 |
| 2007 | Flipsical                              | -                         | corto - junto a Paul Gleeson y Susie Porter                                       |
| 2006 | The Bet                                | Angus                     | junto a Matthew Newton, Sibylla Budd, Roy Billing y Alyssa McClelland             |
| 2004 | Human Touch                            | George                    | junto a Jacqueline McKenzie, Chris Haywood y Aaron Blabey                         |
| 2003 | After the Deluge                       | Joven Cliff               | junto a Hugo Weaving, Essie Davis, David Wenham y Marta Dusseldorp                |
| 2002 | The Crocodile Hunter: Collision Course | Ron Buckwhiler            | junto a Steve Irwin y Magda Szubanski                                             |
| 2001 | Serenades                              | Johann                    | junto a Alice Haines y Rodney Afif                                                |
| 2001 | The War Bride                          | Charlie                   | junto a Anna Friel, Brenda Fricker y Julie Cox                                    |
| 1999 | Molokai: The Story of Father Damien    | Dr. Kalewis               | junto a David Wenham y Chris Haywood                                              |
| 1998 | Cousin Bette                           | Conde Wenceslas Steinbach | junto a Jessica Lange, Elisabeth Shue, Toby Stephens y Hugh Laurie                |
| 1998 | Under Heaven                           | Buck                      | junto a Joely Richardson y Molly Parker                                           |
| 1997 | Paradise Road                          | Bill Seary                | junto a Glenn Close                                                               |
| 1996 | Hotel de Love                          | Rick Dunne                | junto a Saffron Burrows, Peter O'Brien y Simon Bossell                            |
| 1996 | River Street                           | Ben Egan                  | junto a Essie Davis, Tammy MacIntosh y Suzi Dougherty                             |
| 1996 | Cosi                                   | Nick                      | junto a Toni Collette, Rachel Griffiths, David Wenham y Dan Wyllie                |
| 1995 | Audacious                              | Stanley                   | corto - junto a John Polson y Dee Smart                                           |
| 1994 | Metal Skin                             | Joe                       | junto a Tara Morice, Ben Mendelsohn y Nadine Garner                               |
| 1994 | Exile                                  | Peter Costello            | junto a Hugo Weaving, Chris Haywood, Barry Otto y David Field                     |
| 1993 | Shotgun Wedding                        | Jimmy Becker              | junto a Marshall Napier y Zoe Carides                                             |
| 1993 | Broken Highway                         | Angel                     | junto a Claudia Karvan, William McInnes y David Field                             |
| 1993 | Love in Limbo                          | Barry McJannet            | junto a Russell Crowe, Paula Forrest y Craig Adams                                |
| 1993 | Sniper                                 | Doug Papich               | junto a Tom Berenger y Billy Zane                                                 |
| 1992 | Over the Hill                          | Nick                      | junto a Sigrid Thornton, David Woodley y Steve Bisley                             |
| 1991 | Black Robe                             | Daniel                    | junto a Lothaire Bluteau y Sandrine Holt                                          |

### Director, editor, productor, narrador y director de fotografía
| Año  | Película/Video                                 | Notas                                                            |
| ---- | ---------------------------------------------- | ---------------------------------------------------------------- |
| 2008 | Salvation                                      | editor                                                           |
| 2007 | The Rose of Ba Ziz                             | corto - director, editor, escritor, co-productor y cinematógrafo |
| 2007 | The Goat That Ate Time                         | narrador                                                         |
| 2007 | Nashville High                                 | editor, director y director de fotografía                        |
| 2007 | Kaluapapa Heavan                               | documental - editor                                              |
| 2004 | Petal to the Metal: The Making of 'Metal Skin' | corto                                                            |
| 1999 | The Order                                      | corto - director                                                 |
| 1998 | Under Heaven                                   | interpretó "Never Seen Beauty"                                   |

### Teatro
| Año        | Obra                     | Personaje      | Director (a)  | Teatro | Notas                                                                                |
| ---------- | ------------------------ | -------------- | ------------- | ------ | ------------------------------------------------------------------------------------ |
| 2004, 2006 | Hedda Gabler             | Ejlert Lovborg | Robyn Nevin   | -      | junto a Cate Blanchett y Hugo Weaving                                                |
| 1998       | Macbeth Project-Showings | -              | Patrick Nolan | -      | junto a Linda Cropper, David Field, Rebecca Massey, Heather Mitchell y Celia Ireland |

## Premios y nominaciones
| Año  | Categoría                    | Premio                          | Serie/Película | Resultado |
| ---- | ---------------------------- | ------------------------------- | -------------- | --------- |
| 2016 | Best Actor in a Drama Series | Critics Choice Television Award | Rectify        | Nominado  |
| 2014 | Best Actor in a Drama Series | Satellite Award                 | Rectify        | Nominado  |
| 1996 | Best Actor in a Lead Role    | AFI Award                       | River Street   | Nominado  |
| 1995 | Best Actor in a Lead Role    | AFI Award                       | Metal Skin     | Nominado  |
| 1995 | Best Male Actor              | FCCA Award                      | Metal Skin     | Ganador   |